# Leteće zvezde
Die Leteće zvezde (serbisch-kyrillisch Летеће звезде, kroatisch Leteće Zvijezde, deutsch Fliegende Sterne) war das offizielle Kunstflugteam der jugoslawischen Luftwaffe.

## Geschichte

### Vorgänger
Jugoslawien hat eine lange Geschichte von Kunstflugvorführungen, die erste fand während der Airshow in Zemun – dem Belgrader Militärflugplatz – im Juni 1938 statt. Nach dem Zweiten Weltkrieg wurden regelmäßig Flugvorführungen mit zwei Bücker Bü 133 Jungmeister der jugoslawischen Luftwaffe durchgeführt.
Dieses Muster wurde durch ein Team von drei Jakowlew Jak-3 abgelöst. Danach folgte ein Team mit fünf Flugzeugen vom Typ Ikarus S-49. In den späten 1950er Jahren folgte das erste Jet Display Team mit Republic F-84 Thunderjets. Ein neues Team vom 204th Fighter Aviation Regiment auf der Batajnica Air Base (die Canadair Mk 4 Sabres der Einheit waren für die Verteidigung von Belgrad verantwortlich) wurde gebildet, das an der 1960 in Belgrad Air Show in Zemun, mit über 200.000 Zuschauern, teilnahm.
Das Team existierte in dieser Form fünf Jahre, bis es mit vier mit Soko Galeb G-2 Galeb Jet-Trainer, die zum ersten Mal in Ljubljana im Juli 1968 eine Vorführung machten, ersetzt wurde. Die Galeb wurde von der einsitzigen leichten Angriffsversion der G-2 ersetzt, der Soko J-21 Jastreb, die bis 1979 geflogen wurden. Abgelöst wurden diese im selben Jahr von ein paar tschechischen Zlín Z-526 Trainern. Die Zlín Z-526, geflogen von Ausbildern der jugoslawischen Luftwaffe, wurde das erste Nachkriegs-YAF-Demonstrationsteam, das an einer ausländischen Airshow, der Venice International Air Show 1979, teilnahm.

### Leteće zvezde
Im Jahr 1985 wechselte das Team zurück auf sechs IJ-21 Jastreb und wurde im folgenden Jahr offiziell als Leteće zvezde bezeichnet. Zusätzlich erhielt es den Spitznamen Kanarinci (Kanarienvögel). Für die nächsten fünf Jahre wurden die unverwechselbaren rot-weiß-blau-gelben Jastrebs der Leteće zvezde zu einem vertrauten Anblick bei Flugschauen in ganz Jugoslawien.

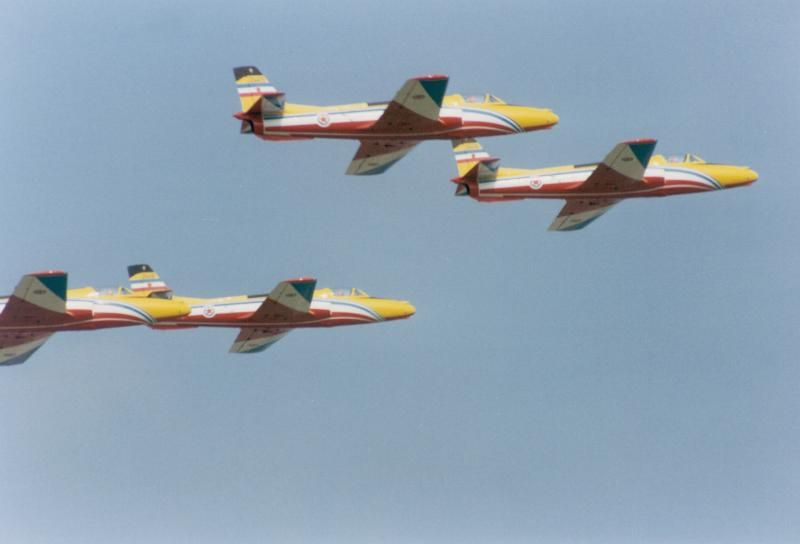
Vier Leteće zvezde Soko J-21 Jastreb

Im Jahr 1990 gab es von dem Jet-Trainer und leichtem Kampfflugzeug Soko G-4 Super Galeb, das sein Debüt im Westen auf der Pariser Luftfahrtschau im Jahr 1983 hatte, Exemplare in den Farben der Leteće zvezde. Doch fast genau ein Jahr nach ihrem ersten öffentlichen Auftritt bei der 1990 Batajnica Airshow und kurz vor ihrem internationalen Debüt in Italien wurden die Leteće zvezde durch den Ausbruch der Feindseligkeiten in Slowenien 1991 gegroundet.
In den Jahren der Isolation und Sanktionen wurden die Super Galebs des Teams für die Weiterbildung von Luftwaffenpiloten eingesetzt, auch wenn einige der Maschinen ihr auffälliges Farbschema behielten. Am 9. Oktober 1996 wurde entschieden, das Team unter dem Kommando von Generalmajor Blagoje Grahovac, Kommandeur des Aviation Corps der 172. Luftbrigade bei Podgorica, wieder zu aktivieren. Er erhielt die Verantwortung für die Auswahl neuer Piloten und Erarbeitung des neuen Vorführprogramms.
Piloten wurden aus einer großen Zahl von Freiwilligen rekrutiert, alle waren erfahrene Instruktoren; unter ihnen befanden sich auch zwei ehemalige Mitglieder des Teams von 1990: Major Predrag Vukašinović und Captain  Saša Ristić. Unter der Führung von Major Vukašinović und Captain Ristić wurden die Piloten nach Durchführung von fünf Testflügen mit Flugzeugen des Typs Super Galeb, zwei Solo-Flügen unter Begleitung des Majors und weiteren drei Qualifikationsflügen ausgewählt.
Im Februar 1997 nahmen Teamchef, Kommentator (gleichzeitig Reservepilot) und sechs Piloten mit unterschiedlichen Hintergründen ihre Ausbildung auf. Bei diesen handelte es sich sowohl um ehemalige MiG-21- als auch Soko-J-22-Orao-Piloten. Das endgültige Programm, das 20 Minuten dauerte, wurde von hohen Offizieren im April 1997 genehmigt und anschließend bei öffentlichen Auftritten demonstriert.
Die neuen Leteće zvezde mit aktuellem Roundel, welche die der ehemaligen Jugoslawien Air Force ersetzen, wurden der Öffentlichkeit zum ersten Mal während der Batajnica Air Show am 15. Juni 1997 gezeigt. Andere inländische Shows in Podgorica, Niš und Vršac folgten. Ihren Höhepunkt, in Form einer ersten Auslandsairshow eines Display-Teams der jugoslawischen Luftwaffe, erreichte die Leteće zvezde am 27. und 28. September 1997, als sie und ihr Unterstützungsflugzeug, eine YAF Antonow An-26, an der bulgarischen Luftfahrtmesse in Plovdiv vor mehr als 50.000 Zuschauern teilnahm. Sie erschien auch am CIAF 1998 in Tschechien.
Alle sieben Flugzeuge der Leteće zvezde wurden auf dem Podgorica-Flugplatz während der NATO-Bombenangriffe in Jugoslawien zerstört. General Veličković wurde am Ende des Krieges getötet, er ist der einzige jugoslawische General, der während des Krieges getötet wurde.
Nach dem Krieg sind die Leteće zvezde am Luftwaffen-Tag am 2. August 2000 wieder erschienen. Auf der Golubovci-Luftwaffenbasis fliegen sie regelmäßig G-4-Super-Galeb Flugzeuge in grün-grau-blauen Farben. Aufgrund der schlechten finanziellen Situation in der Luftwaffe wurden die Leteće zvezde als Team mit mehreren Flugzeugen aufgelöst.
Die Piloten der Leteće zvezde zeigen weiter Kunstflugvorführungen und arbeiten als Testpiloten am Flight Test Center-VOC (jetzt Flug-Test-Abteilung am Technischen Test-Center), mit einer einzelnen Super Galeb auf verschiedenen Flugshows in Tschechien, Ungarn, Griechenland, der Slowakei und Rumänien.

## Flugzeuge
Soko J-21 Jastreb
1985–1990

Die Leteće zvezde hatte für eine kurze Zeit sieben Jastreb verwendet. Sie waren gelb bemalt mit den Farben der jugoslawischen Flagge in Blau, Weiß und Rot. Nachdem sie von G-4 ersetzt wurden, gingen sie zurück, um in der jugoslawischen Luftwaffe bei Kampfeinheiten zu dienen.
Kennzeichen der J-21 Jastreb bei den Leteće zvezde:
- 24404
- 24409
- 24412
- 24417
- 24418
- 24422
- 24423

Soko G-4 Super Galeb
1990–1999

Die sieben G-4 Super Galeb ersetzten die J-21 Jastrebs. Sie wurden in den Farben der jugoslawischen Flagge, Blau, Weiß und Rot lackiert. Im Jahre 1999 während des NATO-Angriffs auf Jugoslawien wurden alle Flugzeuge der Leteće zvezde auf der Golubovci Air Base zerstört, obwohl sie zu der Zeit nicht als Kampfflugzeuge verwendet wurden. Nach dem Krieg flog das Team auf Standard-Super-Galeb-Flugzeugen der Luftwaffe im Tarnschemen bemalt, bis es im Jahr 2000 offiziell aufgelöst wurde.
Kennzeichen der G-4 Super Galeb bei den Leteće zvezde:
- 23693
- 23694
- 23695
- 23696
- 23697
- 23698
- 23699